# Sillago nierstraszi
 Sillago nierstraszi és una espècie de peix de la família Sillaginidae i de l'ordre dels perciformes.

## Morfologia
Els mascles poden assolir els 25 cm de longitud total.

## Distribució geogràfica
Es troba al sud de Nova Guinea.